# Denise Richards
Denise Lee Richards (Downers Grove, 17 de fevereiro de 1971) é uma atriz e modelo norte-americana. Seus papéis mais reconhecidos são Carmen Ibañez em Starship Troopers (1997), Kelly Van Ryan em Wild Things (1998) e a Bond girl Christmas Jones em The World Is Not Enough (1999). Ela também apareceu nos filmes Drop Dead, Gorgeous (1999), Valentine (2001), Undercover Brother (2002), Scary Movie 3 (2003), Love Actually (2003) e Madea's Witness Protection (2012).
Seus papéis na televisão incluem a sitcom Blue Mountain State da Paramount Network (2010–2011), a série de suspense e mistério Family Twisted da ABC Family (2013–2014) e a novela The Bold and the Beautiful da CBS (2019-presente). Richards estrelou no reality show Denise Richards: It's Complicated da E! (2008–2009) e o reality show da Bravo, The Real Housewives of Beverly Hills (2019–2020, 2023–24). Em 2011, Richards publicou um livro de memórias, The Real Girl Next Door, que se tornou um best-seller do New York Times.

## Biografia
Richards nasceu numa pequena vila do estado de Illinois, e mudou-se para a Califórnia onde graduou-se pela El Camino High School em Oceanside. Quando criança, ela era a única menina no time de beisebol da escola.
Fazendo pequenos papéis no início dos anos 90, incluindo uma breve aparição no seriado de tv Married... with Children, seu primeiro papel relevante no cinema foi em Tropas Estelares, de 1997, seguido do sucesso no filme cult Garotas Selvagens, que também lançou Neve Campbell. Foi este sucesso que a fez ser convidada para o papel da Dra. Christmas Jones, em 007 O Mundo não é o Bastante, de 1999, que lhe deu grande projeção internacional, mas também lhe valeu críticas, por não ser considerada adequada para o papel, chegando a receber o 'prêmio' Framboesa de Ouro de pior atriz coadjuvante do ano pela atuação como uma bond girl cientista no filme.
Sua carreira cinematográfica, entretanto, não teve grandes filmes a partir dos anos 2000, sendo o mais conhecido deles apenas a comédia de terror Todo Mundo em Pânico 3.
Seus trabalhos mais regulares tem sido na televisão americana, onde nos últimos anos apareceu, muitas vezes como convidada especial, em séries como Friends, Seinfield, Spin City, Melrose Place e Two and a Half Men e participa ativamente da série Blue Mountain State.
Depois de posar nua para a Playboy em 2004, aos 33 anos e poucos meses depois do parto de sua filha Sam, Denise estreou em 2008 seu próprio reality show Denise Richards: It's Complicated, no canal a cabo E!, em que mostrava sua vida, de suas filhas e da irmã, aproveitando a publicidade que recebia de todos os tablóides, logo após o seu divórcio do ator Charlie Sheen, que tentou, na Justiça, proibir a presença das filhas na televisão, mas perdeu a causa.
Atualmente, atua na série de TV Twisted, como Karen Desai. Desde 2025, é a protagonista do reality show Denise Richards & Her Wild Things.

## Vida pessoal
Denise Richards teve um casamento atribulado com o também  ator Charlie Sheen, entre 2002 e 2006. Com duas filhas nascidas da união, em 2005 ela entrou com uma petição de divórcio contra Sheen, que acabou numa aparente reconciliação. Mas em janeiro de 2006, voltou a pedir oficialmente a separação, conseguindo uma ordem judicial contra o ator, que o obrigava a manter distância dela, depois de alegar sofrer ameaças de morte do marido.
Namorando entre 2006 e 2007 o lendário guitarrista Richie Sambora, da banda de rock Bon Jovi, o desenrolar de seu caso de divórcio com Sheen foi acompanhado por toda a imprensa sensacionalista norte-americana. Em sua petição legal contra Sheen, Denise alegava que o marido se havia tornado paranóico, alcoólatra, obsessivo com conspirações sobre o 11 de setembro, e que apesar de ter acidentalmente ferido com um tiro sua antiga noiva, a também atriz Kelly Preston, ele insistia em manter armas de fogo em casa  sob a alegação de cuidar da segurança da família.
Quando da estreia de seu reality show com as filhas em 2008, Sheen tentou impedi-la na justiça, mas sendo mal sucedido pediu um boicote público ao programa. Denise e o ex-marido chegaram finalmente a um acordo em abril de 2009 sobre a custódia das duas filhas, declarando que os dois deveriam pensar em 'fazer o que fosse melhor para a criação das meninas'.

## Filmografia selecionada
- Blue Lagoon: The Awakening (2012)
- Finding Bliss (2009)
- Blonde and Blonder (2008)
- Yo Puta (2004)
- Todo Mundo em Pânico 3 (2003)
- Love Actually (2003)
- Undercover Brother (2002)
- Empire (2002)
- Good Advice (2001)
- Valentine - O Dia do Terror
- Valentine (2001)
- 007 O Mundo não é o Bastante (1999)
- Garotas Selvagens (1998)
- Tropas Estelares (1997)
- Nowhere (1997)
- Loaded Weapon (1993)